# Low Etherley
Low Etherley – wieś w Anglii, w hrabstwie Durham. Leży 18 km na południowy zachód od miasta Durham i 365 km na północ od Londynu.